# Sky Yang
Sky Yang (en chino tradicional; 楊子英, Yángzi Yīng) es un actor británico de origen chino, conocido por su participación en la serie Halo (2022) como Rubén, y en las cintas de Zack Snyder, Rebel Moon - Parte 1: La niña del fuego (2023) y Rebel Moon - Parte 2: La guerrera que deja marca (2024); en ambas interpretando al soldado Aris.

## Biografía
Nacido y criado en Londres, Inglaterra de padres chinos originarios de Beijing, estudió actuación en la prestigiosa London Academy of Music and Dramatic Art con una licenciatura en actuación.

## Carrera
Durante sus estudios en la London Academy participó en algunos programas de radio y obras de teatro como Cancelled, Love for Love, Earthquakes in London, The Merchant of Venice, Talk Show, A Few Good Men, entre otros. 
Comenzó su carrera en el cine con la cinta Tomb Raider (2018) como Li Wei y en las cintas de Zack Snyder, Rebel Moon - Parte 1: La niña del fuego (2023) y Rebel Moon - Parte 2: La guerrera que deja marca (2024), en ambas interpretando a Aris, un soldado de buen corazón del Mundo Madre. Aparecerá en la cinta de terror Whistle (2024), dirigida por Corin Hardy, así como en la cinta biográfica Last Days (2024) dirigida por Justin Lin.
En televisión participó en National Theatre Live: The Book of Dust - La Belle Sauvage (2022) como Ben/Andrew, en Holding (2022) como Stephen Chen, Halo (2022) como Rubén.

## Filmografía

### Cine
| Año  | Título                                                     | Papel           | Notas |
| ---- | ---------------------------------------------------------- | --------------- | ----- |
| 2018 | Tomb Raider                                                | Li Wei          |       |
| 2022 | National Theatre Live: The Book of Dust - La Belle Sauvage | Ben/Andrew      |       |
| 2023 | Rebel Moon - Parte 1: La niña del fuego                    | Aris            |       |
| 2024 | Rebel Moon - Parte 2: La guerrera que deja marca           | Aris            |       |
| 2025 | Whistle                                                    | TBA             | [ 3 ] |
| 2024 | Last Days                                                  | John Allen Chau | [ 4 ] |
| 2025 | Shoulders                                                  | Teff            |       |
| 2024 | Touchdown                                                  | Wang Li         |       |

### Televisión
| Año  | Título            | Papel        | Notas |
| ---- | ----------------- | ------------ | ----- |
| 2014 | No Hopers         | Dick         |       |
| 2020 | Sunny             | Sunny        |       |
| 2021 | Tuseday           | George       |       |
| 2022 | Holding           | Stephen Chen |       |
| 2022 | Pragma            | Oscar        |       |
| 2022 | Halo              | Rubén        |       |
| 2024 | Love Thy Neighbor | Shaun        |       |